# 상식 지식
인공지능 연구에서 상식 지식(Commonsense knowledge) 또는 상식적 지식은 "레몬은 시다" 또는 "소는 음메 하고 운다"와 같이 모든 사람이 알 것이라고 예상되는 일상 세계에 대한 사실로 구성된다. 이것은 현재 인공 일반 지능에서 미해결 문제이다. 상식 지식을 다룬 최초의 AI 프로그램은 존 매카시 (컴퓨터 과학자)가 1959년에 개발한 어드바이스 테이커이다.
상식 지식은 "사람들이 케이크를 먹게 하고 싶어서 케이크를 구울 수도 있다"와 같은 추론을 시도하는 상식적 추론 과정을 뒷받침할 수 있다. 자연어 처리 과정은 상식 지식 베이스에 연결되어 지식 베이스가 세상에 대한 질문에 답하는 것을 시도할 수 있게 한다. 상식 지식은 또한 불완전한 정보에 직면했을 때 문제를 해결하는 데 도움이 된다. 일상적인 사물에 대한 널리 퍼진 믿음 또는 상식 지식을 사용하여 AI 시스템은 사람들이 하는 방식과 유사하게 알려지지 않은 것에 대해 상식적인 가정 또는 기본 가정을 만든다. AI 시스템 또는 영어에서는 이것이 "일반적으로 P가 성립한다", "보통 P" 또는 "일반적으로 P이므로 P라고 가정한다"로 표현된다. 예를 들어, "트위티는 새이다"라는 사실을 알고 있다면, 새에 대한 일반적으로 널리 퍼진 믿음인 "새는 보통 날아다닌다"를 알기 때문에 트위티에 대해 다른 아무것도 몰라도 "트위티는 날 수 있다"는 사실을 합리적으로 가정할 수 있다. 시간이 지남에 따라 세상에 대한 더 많은 지식이 발견되거나 학습됨에 따라 AI 시스템은 진리 유지 과정을 사용하여 트위티에 대한 가정을 수정할 수 있다. 나중에 "트위티는 펭귄이다"라는 것을 알게 되면 "펭귄은 날지 않는다"는 사실도 알고 있기 때문에 진리 유지는 이 가정을 수정한다.

## 상식적 추론
상식적 추론은 인간이 상식 지식을 사용하여 매일 마주치는 일반적인 상황의 유형과 본질에 대해 추론하고, 새로운 정보가 밝혀지면 "마음을 바꾸는" 능력을 시뮬레이션한다. 여기에는 시간, 누락되거나 불완전한 정보, 인과 관계가 포함된다. 인과 관계를 설명하는 능력은 설명가능 인공지능의 중요한 측면이다. 진리 유지 알고리즘은 가정을 정교하게 기록하므로 자동으로 설명 기능을 제공한다. 인간과 비교했을 때, 인간 수준의 AI를 시도하는 모든 기존 컴퓨터 프로그램은 위노그라드 스키마 챌린지와 같은 현대적인 "상식적 추론" 벤치마크 테스트에서 극히 저조한 성능을 보인다. "상식 지식" 과제에서 인간 수준의 역량을 달성하는 문제는 아마도 "AI 완전" (즉, 이를 해결하려면 완전한 인간 수준의 지능을 합성할 수 있는 능력이 필요함)으로 간주된다. 비록 일부는 이 개념에 반대하고 인간 수준의 AI를 위해서는 동정적인 지능도 필요하다고 믿지만 말이다. 상식적 추론은 자연어 처리 및 자동 진단 또는 분석과 같은 더 제한된 영역에서 성공적으로 적용되어 왔다.

## 상식 지식 베이스 구축
상식 주장(CSKB)의 포괄적인 지식 베이스를 컴파일하는 것은 AI 연구에서 오랜 과제이다. CYC 및 워드넷과 같은 초기 전문가 주도 노력에서 오픈마인드 커먼 센스 프로젝트를 통한 크라우드소싱을 통해 상당한 발전이 이루어졌으며, 이는 크라우드소싱된 ConceptNet KB로 이어졌다. 여러 접근 방식이 CSKB 구축을 자동화하려고 시도했으며, 가장 주목할만한 것은 텍스트 마이닝(WebChild, Quasimodo, TransOMCS, Ascent)뿐만 아니라 사전 훈련된 언어 모델(AutoTOMIC)에서 직접 수확하는 것이다. 이러한 리소스는 ConceptNet보다 상당히 크지만, 자동화된 구축으로 인해 품질이 다소 낮다. 상식 지식의 표현에서도 과제가 남아 있다. 대부분의 CSKB 프로젝트는 트리플 데이터 모델을 따르는데, 이는 더 복잡한 자연어 주장을 분석하는 데 반드시 가장 적합한 것은 아니다. 여기서 주목할만한 예외는 GenericsKB로, 문장에 추가적인 정규화를 적용하지 않고 전체적으로 유지한다.

## 응용 분야
2013년경 MIT 연구원들은 따돌림 관련 소셜 미디어 댓글을 포착하기 위해 상식 지식 베이스인 ConceptNet의 확장판인 BullySpace를 개발했다. BullySpace에는 고정관념에 기반한 200개 이상의 의미론적 주장이 포함되어 있어, "가발을 쓰고 립스틱을 발라, 네 진짜 모습이 되어봐"와 같은 댓글이 여학생보다는 남학생에게 향했을 때 더 모욕적일 가능성이 높다는 것을 시스템이 추론하는 데 도움이 되었다.
ConceptNet은 챗봇과 독창적인 소설을 작곡하는 컴퓨터에서도 사용되었다. 로렌스 리버모어 국립연구소에서는 상식 지식이 지능형 소프트웨어 에이전트에서 포괄적 핵실험 금지 조약 위반을 탐지하는 데 사용되었다.

## 데이터
예를 들어, 2012년 현재 ConceptNet에는 다음 21가지 언어 독립적인 관계가 포함되어 있다.
- IsA (RV는 "차량"이다)
- UsedFor
- HasA (토끼는 "꼬리"를 가지고 있다)
- CapableOf
- Desires
- CreatedBy ("케이크"는 "베이킹"으로 만들 수 있다)
- PartOf
- Causes
- LocatedNear
- AtLocation (요리사는 "음식점"에 있을 수 있다)
- DefinedAs
- SymbolOf (X는 Y를 나타낸다)
- ReceivesAction ("케이크"는 "먹을" 수 있다)
- HasPrerequisite (X는 A가 B를 하지 않는 한 Y를 할 수 없다)
- MotivatedByGoal (당신은 "먹고" 싶어서 "굽는다")
- CausesDesire ("베이킹"은 당신이 "요리법을 따르고" 싶게 만든다)
- MadeOf
- HasFirstSubevent (X를 할 때 첫 번째로 필요한 것은 개체 Y가 Z를 하는 것이다)
- HasSubevent ("먹기"에는 "삼키기"라는 하위 이벤트가 있다)
- HasLastSubevent

## 상식 지식 베이스
- Cyc
- 오픈 마인드 커먼 센스 (데이터 소스) 및 ConceptNet (데이터 저장소 및 NLP 엔진)
- Evi
- Graphiq

## 같이 보기
- 상식
- 링크드 데이터 및 시맨틱 웹
- 진리 유지 또는 추론 유지
- 온톨로지